# Mont Tezio
La mont Tezio est une montagne de 960 mètres d'altitude située à 10 km au nord de Pérouse en Ombrie centrale.

## Situation
Le mont Tezio se trouve à la limite des territoires de Pérouse, Corciano et Umbertide.

## Faune et flore
Les versants du mont sont couverts de forêts de chêne pubescent, chêne, orme, charme, frêne à fleurs ainsi que de sapinières de diverses essences : pin, pin noir, pin maritime, cyprès et sapin, aubépine, genévrier.
Le mont et ses environs sont protégés par le parco comunale di monte Tezio, qui couvre une surface de 135 ha et dont la gestion est assurée par la Comunità Montana Monti del Trasimeno.
On note la présence d'une centaine d'espèces d'oiseaux et d'animaux sauvages :
- mammifères insectivores et rongeurs, sanglier, lièvre ;
- espèces protégées : chauve-souris, putois ;
- oiseaux : environ 30 espèces de passereaux, buse, milan noir, hibou et chouette.